# Холл, Майкл (дирижёр)
Майкл Холл (англ. Michael Hall, 26 марта 1932, Уитли-Бей — 22 августа 2012) — британский дирижёр и музыковед.
Изучал музыку в Ньюкаслском университете. Ещё студентом в 1956 году основал Тайнсайдский камерный оркестр — любительский коллектив, существующий и по сей день. В 1958 году в том же Ньюкасле основал оркестр «Северная симфония» — первый британский самостоятельный камерный оркестр с собственным штатом, — и возглавлял его до 1964 года, совмещая обязанности музыкального руководителя и генерального менеджера, в дальнейшем продолжал выступать с оркестром в качестве приглашённого дирижёра. Также учредил при оркестре юношеский состав, участники которого проходили обучение у музыкантов основного состава.
Затем Холл работал продюсером и автором программ на радиостанции BBC, преподавал в Университете Сассекса. Опубликовал две книги о творчестве современного британского композитора Харрисона Бёртуистла (1984, 1998), исследование «Покидая дом: дирижёрские гастроли в XX веке» (англ. Leaving Home, a Conducted Tour of Twentieth-Century Music; 1996), монографию «Песенные циклы Шуберта» (англ. Schubert’s Song Sets; 2003).